# 재규어 F-페이스
재규어 F-페이스(Jaguar F-Pace)는 영국의 자동차 제조사 재규어의 중형 SUV이며, 재규어 최초의 SUV이다. 2013년 9월에 개최된 프랑크푸르트 국제 모터쇼에서 C-X17이라는 컨셉트 카가 공개되었고, 양산형은 2015년 9월에 개최된 프랑크푸르트 국제 모터쇼에서 처음 공개되었다. XE와 2세대 XF에 적용된 알루미늄 모듈러 플랫폼으로 개발되어 차체의 80%가 알루미늄이며, 랜드로버 레인지 로버 벨라도 플랫폼을 공용한다. 2.0ℓ 커먼레일 디젤 엔진(180마력), V6 3.0ℓ 커먼레일 디젤 엔진(300마력), V6 3.0ℓ 슈퍼차저 가솔린 엔진(340마력)이 달린다. 여기에 모두 8단 자동변속기가 조합된다. 2.0ℓ 커먼레일 디젤 엔진은 12.8km/ℓ, V6 3.0리터 커먼레일 디젤 엔진은 11.5km/ℓ, V6 3.0리터 슈퍼차저 가솔린 엔진은 8.5km/ℓ의 연비를 낸다.

## 경쟁 차종
- 메르세데스-벤츠 - GLC 클래스
- BMW - X3
- 포르쉐 - 마칸
- 아우디 - Q5
- 렉서스 - NX
- 랜드로버 - 레인지로버 벨라
- 캐딜락 - XT5
- 볼보 - XC60
- 인피니티 - QX50
- 링컨 - MKC
- 알파 로메오 - 스텔비오